# Pozov
Pozov (Duits: Posow) is een Tsjechische plaats in de gemeente Postupice, regio Midden-Bohemen, en maakt deel uit van het district Benešov. Het dorp ligt op 2,5 kilometer afstand van Postupice.
Pozov telt 40 inwoners (2021).

## Geografie
Tussen 1930 en 1950 maakte Babčice onderdeel uit van het dorp.

## Geschiedenis
De eerste schriftelijke vermelding van het dorp dateert van 1370.
Sinds 1960 is Pozov volledig ondergebracht bij het district Benešov.

## Verkeer en vervoer

### Autowegen
Er leidt een regionale weg naar het dorp.

### Spoorlijnen
Er is geen station in Pozov. Het dichtbijzijnde station is in Postupice, meer bepaald in Lísek, op zo'n vier kilometer afstand. Dat station ligt aan spoorlijn 222 Benešov - Vlašim - Trhový Štěpánov. De lijn is enkelsporig en werd tussen Benešov en Vlašim in 1895 geopend.

### Buslijnen
Er is één bushalte in het dorp:
| Halte            | Lijn(en) | Traject(en)      | Vervoerder(s) |
| ---------------- | -------- | ---------------- | ------------- |
| Postupice, Pozov | 758      | Benešov - Vlašim | CŠAD Benešov  |

## Bezienswaardigheden
- Dorpskapel

## Galerij

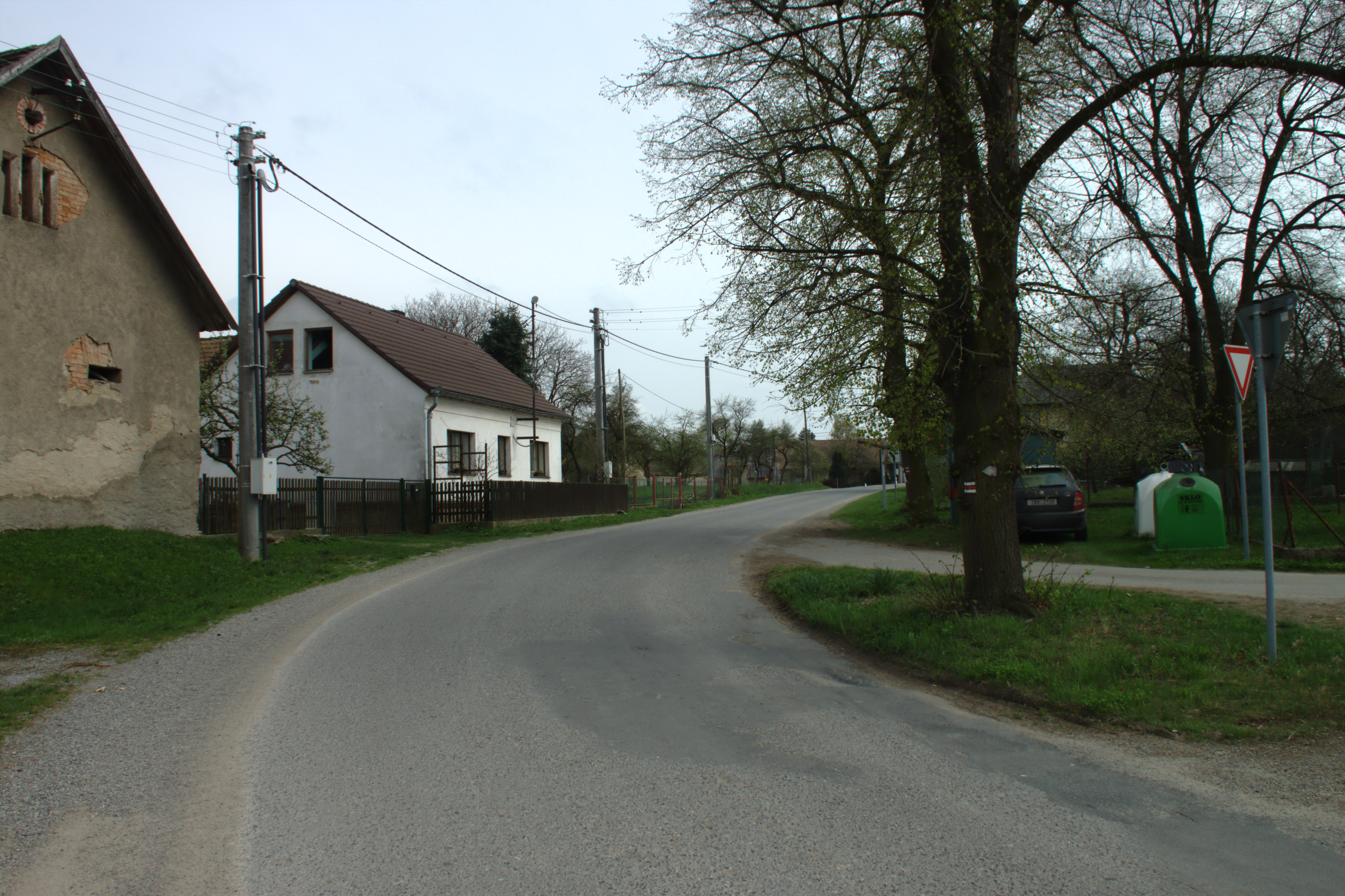
Weg door het dorp (2013)
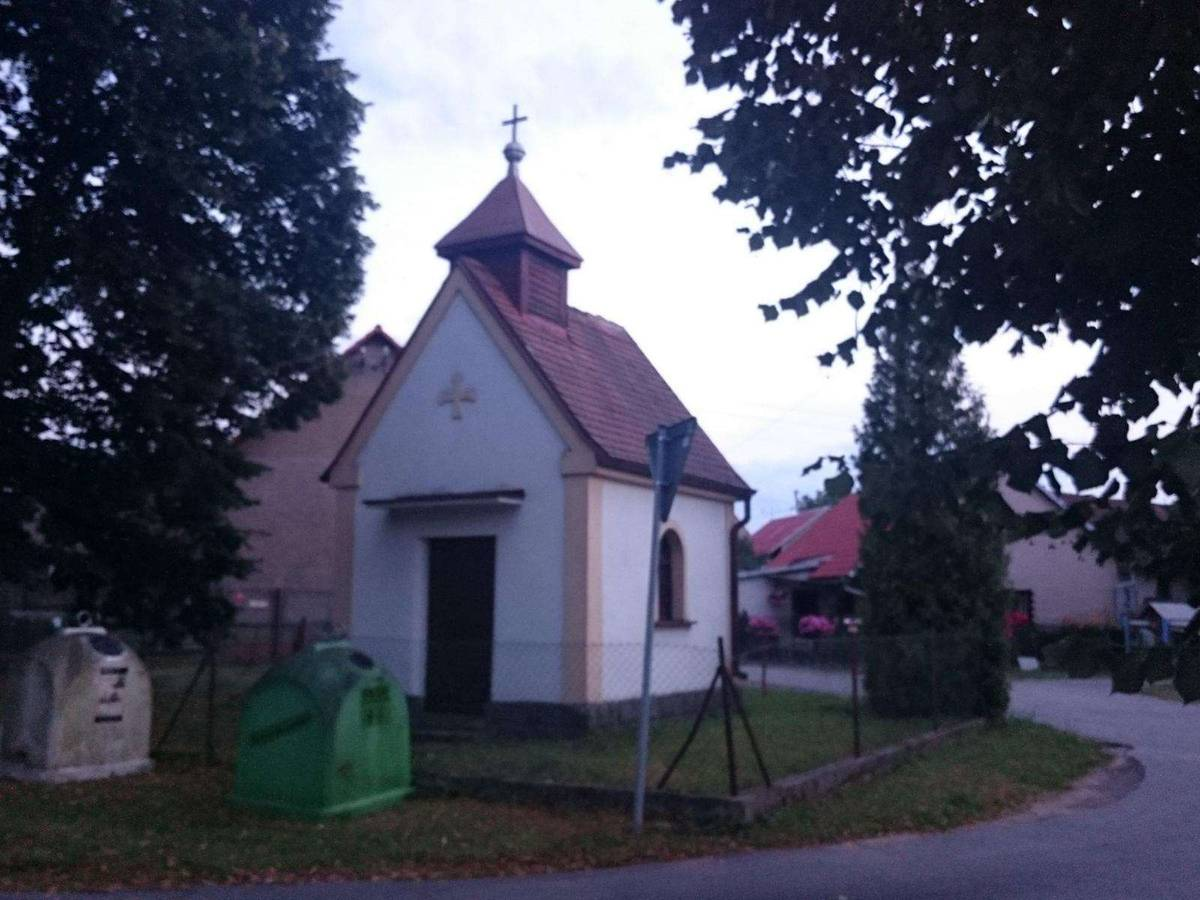
Dorpskapel (2021)